# German Juniors 1987
Das German Juniors 1987 im Badminton fand vom 7. bis zum 8. Februar 1987 in Gütersloh statt. Es war die 4. Austragung des bedeutendsten internationalen Juniorenwettbewerbs in Deutschland. Veranstalter war der Deutsche Badminton-Verband, Ausrichter der CfB Gütersloh.
Die Turnierserie wurde 1987 noch unter der Bezeichnung "Internationale Deutsche Jugendmeisterschaft" durchgeführt. Später wurde sie umbenannt und nennt sich heute "German Junior", "German Juniors U19" oder "Internationale Deutsche Meisterschaften U19".

## Sieger und Platzierte
| Disziplin    | Gold                          | Silber                            | Bronze                              |
| ------------ | ----------------------------- | --------------------------------- | ----------------------------------- |
| Herreneinzel | Edwin van Dalm                | Rob Stalenhoef                    | Thomas Wurm                         |
| Herreneinzel | Edwin van Dalm                | Rob Stalenhoef                    | Michel Redeker                      |
| Dameneinzel  | Angelika Funke                | Elvira van Elven                  | Kerstin Weinbörner                  |
| Dameneinzel  | Angelika Funke                | Elvira van Elven                  | Sonja Mellink                       |
| Herrendoppel | Rob Stalenhoef Randy Trieling | Kai Mitteldorf Uwe Ossenbrink     | Michael Helber Thomas Berger        |
| Herrendoppel | Rob Stalenhoef Randy Trieling | Kai Mitteldorf Uwe Ossenbrink     | Michel Redeker Edwin van Dalm       |
| Damendoppel  | Maaike de Boer Sonja Mellink  | Jeanette de Jong Elvira van Elven | Kerstin Ubben Angelika Funke        |
| Damendoppel  | Maaike de Boer Sonja Mellink  | Jeanette de Jong Elvira van Elven | Bettina Mayer Anke Kübler           |
| Mixed        | Randy Trieling Sonja Mellink  | Rob Stalenhoef Jeanette de Jong   | Grzegorz Swierczyna Barbara Kulanty |
| Mixed        | Randy Trieling Sonja Mellink  | Rob Stalenhoef Jeanette de Jong   | Edwin van Dalm Danielle Oei         |